# Рейды в Крым (с 2023)
Рейды в Крым совершались силами спецназа ВСУ в ходе российского вторжения в Украину.
Рейды Украины в западную часть Крыма были частью более широкой кампании атак Украины по ударам по аннексированному Россией в 2014 году Крыму.

## Рейд 24 августа 2023 года

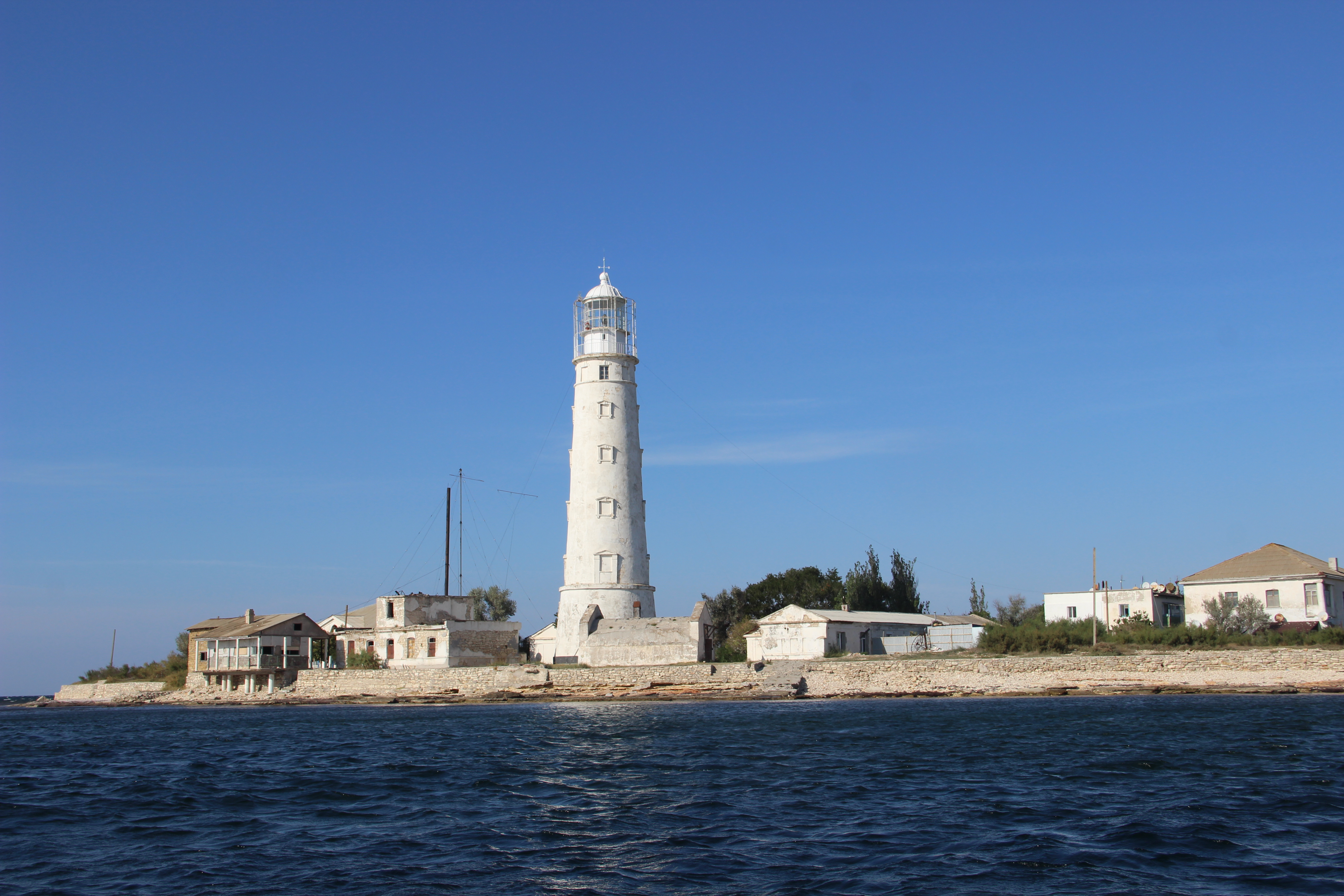
Тарханкутский маяк, 2014 год

24 августа 2023 года в День независимости Украины на мысе Тарханкут произошла высадка украинского десанта. Это стал первый публично известный случай высадки украинских бойцов в Крыму за время полномасштабного вторжения России. Мыс Тарханкут — самая западная точка Крыма. 
В рейде участвовали 20 десантников, которые преодолели около 160 км по морю между контролируемой Украиной территорией и оккупированным РФ Крымом на гидроциклах и лодке снабжения. Согласно данным The New York Times, группа ориентировалась в море по аналоговому компасу из-за противодействия российских систем РЭБ. По информации NYT, в рейде участвовали члены партии «Братство» украинского политика Дмитрия Корчинского, которые с началом полномасштабной войны с Россией были интегрированы в ГУР.
Десант высадился рано утром на западный берег Крыма в районе Тарханкутского маяка и поселка Оленевка. В поселке Маяк располагалась база 3-го радиотехнического полка ВКС РФ. Также на мысе Тарханкут находилась РЛК «Небо-М» и РЛС «Каста-2Е2», а также системы ПВО. Накануне рейда, 23 августа ГУР сообщали об уничтожении комплекса С-400. Тогда телеграм-канал «Рыбарь» сообщал, что ВСУ сперва использовали беспилотники, вызвавшие на себя огонь российских ПВО, после чего украинскими силами по российской позиции был нанесен ракетный удар. 
В интервью журналистам The New York Times один из участников рейда говорил, что благодаря расположенным на мысе Тарханкут российским РЛС российские силы «видят в море всё». По его словам, задачей рейда было уничтожение этих РЛС. 
Высадившись на берег, часть группы заняла ближайший холм после чего обстреляла силы противника из четырех пулеметов и РПГ. Началась короткая перестрелка с российскими военными, после чего украинский спецназ отступил, уплыв в море. В ходе этой операции часть группы спецназа записала короткое видео с поднятием украинского флага на берегу Крыма. 
СМИ сообщали, что очевидцы в селе Оленовка слышали звуки стрельбы в 3:50 утра, а жители посёлка Маяк сообщали о взрывах в 5 утра. Туристы, отдыхавшие в Оленовке, заявили о том, что видели в море две резиновые лодки, в которых находилось около 10 вооружённых бойцов. 
Представитель украинского ГУР Андрей Юсов заявил, что операция имела «характер рейда», при этом потерь среди украинского спецназа не было, однако россияне понесли потери среди личного состава ВС РФ. По словам Юсова, украинскими силами было убито «по меньшей мере 30 россиян» и уничтожено четыре быстроходных катера.
Также в ГУР особо отмечали, что «в украинском Крыму снова поднялся украинский флаг». Однако информации об уничтожении или повреждении РЛС на мысе Тарханкут не было. Президент Украины Владимир Зеленский подтверждал, что в ходе рейда потерь среди украинского спецназа не  было, однако отметил, что «рано говорить об освобождении Крыма». 
Российский телеграм-канал Shot утверждал об уничтожении лодок с украинскими диверсантами, а потери Украины составили 15—20 бойцов.

## Рейд 4 октября 2023 года
В ночь на 4 октября 2023 года украинские силы провели ещё один рейд на Крым. По данным The New York Times, в этом рейде участвовали около 30 десантников.
ГУР Украины опубликовали видео, на котором было показано как несколько катеров подплывают к берегу, после чего была показана группа бойцов с украинским флагом. На видео бойцы говорят: «Крым будет украинским или безлюдным». При этом ГУР признало, что в ходе этой операции украинские силы понесли потери, однако по словам ГУР, потери россиян были больше. Рейд также произошёл в районе мыса Тарханкут. ГУР заявляло, что в ходе операции принимали участие батальонов «Стугна» и «Братство». 
Минобороны России заявило, что «действиями самолётов ВКС России пресечена попытка проникновения на территорию Крыма десантной группы ВСУ, следовавшей в направлении мыса Тарханкут на быстроходном военном катере и трёх гидроциклах». ФСБ России заявило о захвате в плен одного из участников рейда, позже опубликовав видео с украинским бойцом. Тот в ходе видео заявил, что в рейде принимало участие 16 человек, а их целью было поставить флаг Украины на берегу и на видео заявить «Главное управление разведки зашло в Крым». Позднее ГУР подтвердила, что в ходе рейда был захвачен один из украинских бойцов. 
По информации CNN, украинские бойцы в открытом море передвигались на больших катерах, но вблизи побережья Крыма пересаживались на гидроциклы. При этом во время рейда в море были сильные волны, которые достигали высоты двух метров. По информации CNN, целью рейда было не только уничтожение вражеской техники, но и поднятие духа у украинских граждан, в том числе у тех, которые проживают в аннексированном Крыму и ожидают возвращения полуострова в состав Украины. 

## Особенности рейдов
«Радио Свобода» отмечало, что украинские силы впервые в мире в ходе боевых действий использовали гидроциклы. При том, что гидроциклы состояли на вооружении многих стран мира, в том числе армий США и России, однако о применении гидроциклов во время реальных боевых действий никакой информации не было. Преимуществом гидроциклов стали их скорость и манёвренность, их применение стало аналогом использования на суше мотоциклов и квадроциклов. С помощью гидроциклов группа спецназа незаметно проникала в район боевой операции.